# Канівецький Стефан Васильович
Канівецький Стефан Васильович (*початок XVIII ст., Дем'янці — †після 1755) — військовий канцелярист, сотник Ямпільської сотні. Вихованець Києво-Могилянської академії.

## Біографія
Народився у сім'ї отамана Переяславської полкової сотні. Початкову освіту здобув у Переяславському колегіумі, вищу — у Києво-Могилянській академії.
По закінченні класу філософії 25 жовтня 1734 зараховано до Генеральної військової канцелярії з випробувальним терміном. 10 листопада 1734 склав присягу вже як військовий канцелярист. На цій посаді перебував до липня 1749, іноді залучався до роботи у Генеральному суді. Супроводжував командувача російськими військами в Україні генерала-аншефа П. О. Рум'янцева під час його інспекторських поїздок. Призначався у різні комісії. 1741 за відсутності у Ніжинському полку писаря виконував його обов'язки.
1742 вибраний за рекомендацією голови Правління гетьманського уряду генерал-лейтенанта І. Бібікова сотником Ямпільської сотні Ніжинського полку, де перебував до 1755.
1743 одружився з дочкою козака Ямпільської сотні Василя Семенова, який подарував молодим у довічне володіння половину греблі та млин на р. В'язова.